# Henk Nieuwkamp
Henricus Everhardus Maria "Henk" Nieuwkamp (nascido em 15 de julho de 1942) é um ex-ciclista holandês, que foi ativo entre 1959 e 1970. No ciclismo de pista, competiu nos Jogos Olímpicos de 1968 na perseguição por equipes de 4 km. Na estrada, venceu o Tour de Limburgo (Países Baixos), assim como etapas individuais do Tour de Olympia (1968, 1970) e Milk Race (1970).